# Aprilie 1997
Acest articol este generat integral pe baza informațiilor din articolul 1997 și este actualizat periodic de un robot.
 Editările făcute în articol vor fi șterse la următoarea actualizare! Dacă doriți să faceți modificări, editați articolul-sursă.

ianuarie -
februarie -
martie -
aprilie -
mai -
iunie -
iulie -
august -
septembrie -
octombrie -
noiembrie -
decembrie
Aprilie 1997 a fost a patra lună a anului și a început într-o zi de marți.

## Evenimente
- 13 aprilie: Americanul Tiger Woods, în vârstă de 21 ani, a devenit cel mai tânăr câștigător al turneului Masters de golf.
- 13 aprilie: Fostul suveran al României, Mihai I, începe un turneu neoficial în Olanda, Belgia, Norvegia, pentru a susține aderarea României la NATO.
- 30 aprilie: Virgil Măgureanu, directorul SRI, anunță ăn Parlament, odată cu Raportul de activitate al SRI, demisia sa din această funcție.

## Decese
David Shahar, 70 ani, scriitor israelian (n. 1926)
Tomoyuki Tanaka, 86 ani, producător de film, japonez (n. 1910)
Dorel Livianu, cântăreț român (n. 1907)
Mariana Drăghicescu, 44 ani, interpretă română de muzică populară (n. 1952)
Attila Zonda, 46 ani, politician român (n. 1950)
Haruko Sugimura, actriță japoneză (n. 1909)
Irwin Allen Ginsberg, 70 ani, poet american (n. 1926)
Petru Creția, 70 ani, eminescolog român (n. 1927)
Haim Herzog, 78 ani, general și politician israelian, al 6-lea președinte al Israelului (1983-1993), (n. 1918)
Lidia Istrati, 55 ani, politiciană din R. Moldova (n. 1941)
Mike Royko, 64 ani, jurnalist american (n. 1932)